# Creoleon pullus
Creoleon pullus is een insect uit de familie van de mierenleeuwen (Myrmeleontidae), die tot de orde netvleugeligen (Neuroptera) behoort. 
Creoleon pullus is voor het eerst wetenschappelijk beschreven door Hölzel in 1983.